# 高原万平
高原 万平（たかはら まんぺい、1967年 - ）は、日本の宣伝プロデューサー、制作プロデューサー。神奈川県横浜市出身。

## 人物
大学卒業後の1991年に株式会社ポニーキャニオン入社。CDショップ営業担当を経て音楽制作ディレクター（1993年〜1999年）、映像宣伝プランナー（2004年〜2009年）、映像制作プロデューサー（2006年〜2008年）、映画部宣伝プロデューサー（2010年〜2015年）を歴任し、映画部配給宣伝グループマネージャーに就任。ライヴエンタディビジョン（2015年〜）ではポニーキャニオン社内の音楽・アニメ・映画・映像作品のイベントPRに加え、社外からのPR業務受注案件を担当。
音楽・映像・映画・テレビ番組の制作経験があり、音楽制作時代は3人組アイドルのMelodyや瀬戸朝香、平松愛理などを担当。Charのトリビュートアルバム『Psyche-Delicious』、Charのベスト盤である『CHARACTER』、フィッシュマンズのベスト盤『FISHMANS BEST 1991-1994 〜Singles&More』などを企画。
映像作品では『初代タイガーマスク大全集〜奇跡の四次元プロレス1981〜1983』『グレート・ムタ大全集〜神秘の毒霧伝説〜』『伝説の国際プロレス1969〜1974』『不滅の国際プロレス1974〜onnga業務や動画制作、イベント制作、キャスティング業務などを請け負う。
DVD宣伝プロデューサーとして『踊る大捜査線』『エクスペンダブルズ』『8時だョ!全員集合』シリーズほか、300作品以上を担当。ポニーキャニオン以外では「ヤマハ つるの剛士のエレクトーンチャレンジ！」、舞台「minako〜太陽になった歌姫〜」、舞台「mother〜特攻の母　鳥濱トメ物語〜」、舞台「ジーザス・クライスト・サムライ・スター 殿中でござる」、映画『ゴースト・イン・ザ・シェル』などのPRやイベント制作、キャスティングを担当。

## 主な映像宣伝プランニング作品
- ザ・ドリフターズ DVD-BOX
  - 『結成40周年記念盤 8時だヨ!全員集合』（2004年）
  - 『8時だヨ!全員集合 2005』（2005年）
- ソン・スンホン DVD
  - 『one』（2004年）
  - 『yours』（2005年）
  - 『ever』（2005年）
  - 『yours ever』（2005年）
- 『シベリア超特急 コンプリートDVD-BOX』（2005年）
- コント55号 DVD
  - 『祝!結成40周年記念 コント55号 傑作コント集 永久保存版』（2005年）
  - 『祝!結成40周年記念 コント55号 傑作コント集 TBS・テレビ朝日編』（2005年）
- 山本KID徳郁 DVD
  - 『KID』（2005年）
- 橋本真也 DVD
  - 『さらば破壊王 橋本真也』（2005年）
  - 『破壊王 橋本真也全集』（2006年）
- 荒川静香 DVD
  - 『Moment〜Beautiful skating〜』（2006年）
- 『欽ちゃんのどこまでやるの!? DVD-BOX』（2006年）
- ゲゲゲの鬼太郎 DVD-BOX
  - 『1968 ゲゲゲBOX 60's』（2006年）
  - 『1971 ゲゲゲBOX 70's』（2006年）
  - 『1985 ゲゲゲBOX 80's』（2006年）
- キム・ジェウォン DVD
  - 『The Sweet Memories “GREEN” HOKKAIDO』（2006年）
- アン・ジェウク
  - DVD『1st Concert 通常版』（2006年）
  - DVD『1st Concert BACK STAGE』（2006年）
  - DVD『JAPAN TOUR 2006 “My life is…" 初回限定版』（2007年）
  - DVD『JAPAN TOUR 2006 “My life is…" 通常版』（2007年）
  - CD『sounds like you』（2006年）
  - CD『special album "My life is ..."』（2006年）
  - CD『Life for Love』（2009年）
- 浅尾美和
  - DVD『asao miwa』（2007年）
  - フォトブック『asao miwa』（2007年）

## 主な映像制作DVD担当作品
2005年
- 『竹内宏介監修 伝説の国際プロレス 1969-1974 DVD-BOX』
- 『不滅の国際プロレス1974〜1981 DVD-BOX』

2007年
- 『イノキゲノム 旗揚シリーズ DVD-BOX』
- 『ライアーゲーム DVD-BOX』
- 『ライフ DVD-BOX』

2008年
- 『ハチワンダイバー パーフェクトエディション DVD-BOX』
- 『ものまねプロレス軍団vs全日本プロレス F-1タッグチャンピオンベルト争奪史』
- 『ホレゆけ！スタア☆大作戦 〜まりもみ危機一髪！〜 1〜9』
- 『ホレゆけ！スタア☆大作戦 〜まりもみ危機一髪！〜 SECRET FILE I〜Ⅲ』
- 『初代タイガーマスク大全集〜奇跡の四次元プロレス1981〜1983 完全保存盤 DVD-BOX [3]』

2009年
- 『ステファン・メルモンのピラメトリクス』
- 『スロートレーニングで太らない身体を作る！』
- 『アイドリング!!! in 石垣島 グラビアアイドルのDVDっぽくしてみましたング!!!』
- 『ものまねプロレス祭2008 まねんのか！』
- 『グレート・ムタ大全集〜神秘の毒霧伝説〜[4]』
- 『全日本プロレスコンプリートファイル2008 1st STAGE』
- 『全日本プロレスコンプリートファイル2008 2nd STAGE』
- 『全日本プロレスコンプリートファイル2008 DVD BOX』
- 『島田秀平のいますぐデキる！手相占い♂』
- 『島田秀平の幸せをつかむ！手相占い♀』
- 『アイドリング!!! IN 沖縄 万座ビーチ グラビアアイドルのDVDってここまでやらないんじゃ…ング!!!』

## 映像宣伝DVD担当作品
- NHKスペシャルドラマ『坂の上の雲』第1章DVD（2010年）
- イ・ビョンホン主演ドラマ『アイリス』DVD、BD、テレビ番組宣伝（2014年）

## 映画DVD、ブルーレイ宣伝担当作品
2010年
- 『監獄島』
- 『Naked Wolves』
- 『すべては海になる』
- 『名犬リンチンチン』
- 『にゃんこ THE MOVIE 4』
- 『人間失格』
- 『第2写真部』
- 『窓ノ外ノ世界』
- 『海の金魚』
- 『ねこしま日記』
- 『ラスト3デイズ〜すべては彼女のために』
- 『風雲2』
- 『LIAR GAME The Final Stage』
- 『矢島美容室 THE MOVIE 〜夢をつかまネバダ〜』
- 『ローラーガールズ・ダイアリー』

2011年
- 『マイ・ブラザー』
- 『フローズン』
- 『ケンタとジュンとカヨちゃんの国』
- 『踊る大捜査線 THE MOVIE3 ヤツらを解放せよ!』
- 『深夜も踊る大捜査線 湾岸署史上最悪の3人!』
- 『係長 青島俊作 THE MOBILE』
- アニメ『やさぐれぱんだ』（笹盤・竹盤）
- 『エクスペンダブルズ』
- 『SP 野望篇』
- 『ふたたび Swing Me Again』
- 『ナイト・トーキョー・デイ』
- 『完全なる報復』
- 『私の愛、私のそばに』
- 『マッハ!!!!!!!!』
- 『半次郎』
- 『SP 革命篇』
- 『メタルヘッド』
- 『KAMIKAZE TAXI』
- 『クロエ』
- 『デザート・フラワー』
- 『エターナルキス』
- 『鈴木清純監督 浪漫三部作 DVD-BOX』
- 『ピラニア』

2012年
- 『赤い珊瑚礁』
- 『ロック 〜わんこの島〜』
- 『恋谷橋』
- 『牙狼-GARO- 〜MAKAISENKI〜』
- 『僕たちのバイシクルロード』
- 『カウボーイ&ゾンビ』
- 『リセット』
- 『ハーブ&ドロシー アートの森の小さな巨人』
- ドラマ『ナイトライダー・ネクスト』
- 『マイティ・ウクレレ』
- 『にゃんこ THE MOVIE 5』
- 『LIAR GAME -再生-』
- 『エクスペンダブルズ エクステンデッド』
- 『ランボー/最後の戦場 エクステンデッド』
- 『シャーク・ナイト』
- 『ちりも積もればロマンス』
- 『俺がハマーだ！』
- 『ピラニア リターンズ』
- 『にゃらん たび フフフッ篇』

2013年
- 『遊星からの物体X ファーストコンタクト』
- 『ボディ・ハント』
- 『ネイビーシールズ』
- 『エクスペンダブルズ2』
- 『セイフ』
- ドラマ『深夜も踊る大捜査線 湾岸署史上最悪の3人!』
- 『係長 青島俊作2 事件はまたまた取調室で起きている！』
- ドラマ『踊る大捜査線 スピンオフドラマBD-BOX』
- 『踊る大捜査線 THE FINAL 新たなる希望』
- 『インファナル・アフェア　三部作ブルーレイスペシャル・パック』
- 『ロード・オブ・ザ・リング スペシャル・プライス版 BD-BOX』
- 『360』
- 『デッドコースター』
- 『ワンナイト、ワンラブ』
- 『スターリングラード』（再発）
- 『ONE PIECE FILM Z』
- 『LOOPER/ルーパー』
- 『ナースエンジェルス』
- 『牙狼<GARO>〜蒼哭ノ魔竜〜』
- 『牙狼<GARO>〜〜桃幻の笛』
- 『にゃらん たび ルルルッ篇』
- 『ゴーストライダー2』
- 『桜、ふたたびの加奈子』
- 『ラストスタンド』
- 『フリア』
- 『スコア』
- 『真夏の方程式』

2014年
- 『キャプテンハーロック -SPACE PIRATE CAPTAIN HARLOCK-』
- 『バチカンで逢いましょう』
- 『ATARU』
- 『四十九日のレシピ』
- 『最近、妹のようすがちょっとおかしいんだが。』
- 『恋の渦』
- 『ソウルガールズ』
- 『ラッシュ/プライドと友情』
- 『ファーストグライド』
- 『赤×ピンク』
- 『アイ・スーパーカー』
- 『エル・マール・マ・アルマ』
- 『ネイビーシールズ』（スチールケース）
- 『ネイビーシールズ: チーム6』
- 『ローン・サバイバー』
- 『トランセンデンス』
- 『黄金のメロディ マッスルショールズ』

2015年
- 『エクスペンダブルズ3 ワールドミッション』
- 『エクスペンダブルズ トリロジーボックス』
- 『放送禁止劇場版 洗脳 〜邪悪なる鉄のイメージ〜』[5]
- 『アイ・フランケンシュタイン』

## 配給宣伝サポート作品
2010年
- 『SP THE MOTION PICTURE 野望篇』
- 『エクスペンダブルズ』

2011年
- 『SP THE MOTION PICTURE 革命篇』

2012年
- 『踊る大捜査線 THE FINAL 新たなる希望』
- 『エクスペンダブルズ2』

2013年
- 『LOOPER/ルーパー』
- 『ラストスタンド』
- 『ローン・サバイバー』
- 『マッド・ナース』

2014年
- 『ラッシュ/プライドと友情』
- 『まほろ駅前狂騒曲』
- 『トランセンデンス』
- 『ブライド・ウェポン』
- 『紙の月』
- 『エクスペンダブルズ3 ワールドミッション』
- 『想いのこし』

2015年
- 『アゲイン 28年目の甲子園』
- 『くちびるに歌を』
- 『繕い裁つ人』
- 『ニンジャ・アベンジャーズ』
- 『駆け込み女と駆け出し男』
- 『GONIN サーガ』
- 『神様はバリにいる』

## イベントプロモーション担当作品
- 舞台『mother〜特攻の母　鳥濱トメ物語〜』（2015年）
- 舞台『ジーザス・クライスト・サムライ・スター 殿中でござる』（2016年）
- 動画『ヤマハ つるの剛士のエレクトーンチャレンジ！』（2016〜2017年）
- 映画『ゴースト・イン・ザ・シェル』（2017年）
- 舞台『minako〜太陽になった歌姫〜』（2017年）